# آموس مارش
آموس مارش (بالإنجليزية: Amos Marsh)‏ هو محامي وسياسي أمريكي، ولد في 8 سبتمبر 1764، وتوفي في 4 يناير 1811. انتخب عضو مجلس نواب فيرمونت.